# Drillzange

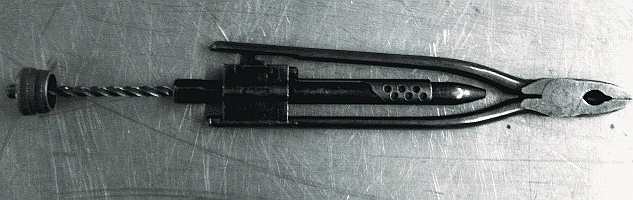
Drillzange für den Flugzeugbau

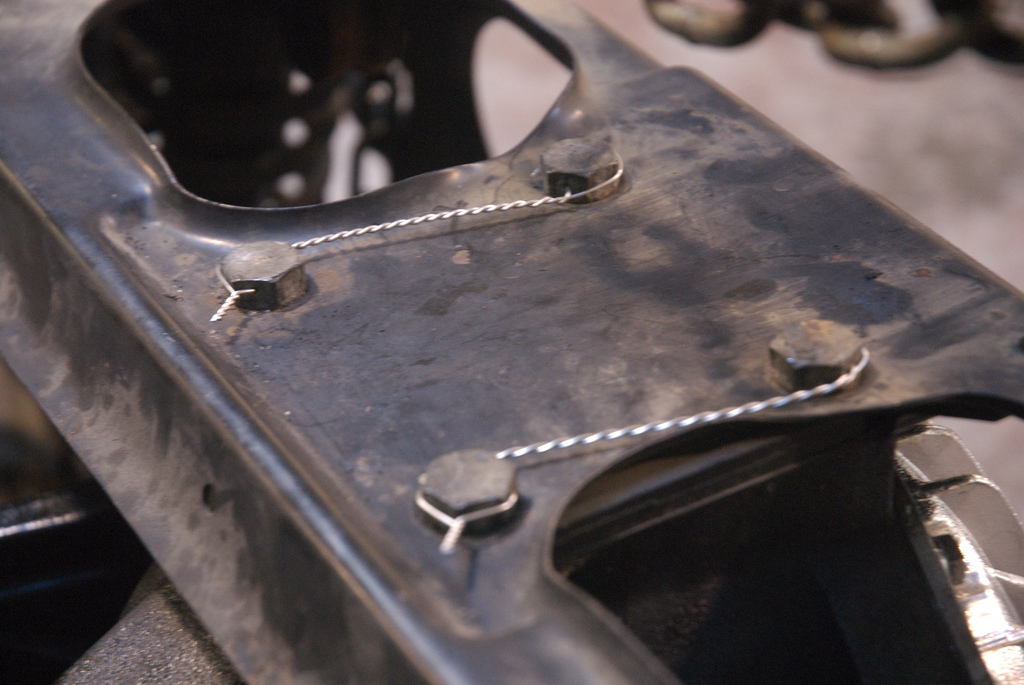
Paarweise gesicherte Schrauben zur Befestigung des Differentialgehäuses an der Rahmenbrücke an einem Jaguar von 1995. Die Führung des Sicherungsdrahtes schließt ein Losdrehen aus.

Eine Drillzange, Verdrillzange oder Draht(z)wirbelzange, umgangssprachlich auch Rödelzange, ist ein Werkzeug, mit dem Verdrehsicherungen per Sicherungsdraht angebracht werden können. Üblich ist das Verfahren vor allem als Schraubensicherung im Flugzeugbau. 
Voraussetzung sind Schraubenköpfe mit Querbohrungen. Der Sicherungsdraht wird durch jeweils eine dieser Querbohrungen gezogen, dann werden beide Enden in die Backen der Drillzange gespannt. Ein Zug an der mittigen Spindel lässt die Zange um ihre Längsachse rotieren, wobei die Enden des Sicherungsdrahtes miteinander verdrillt werden, bis die Verdrillung zum nächsten Schraubenkopf reicht. 
Üblicherweise werden jeweils zwei Schrauben auf diese Weise miteinander verbunden, so dass sie sich gegenseitig sichern, es können aber auch mehr sein.